# El habitante
El habitante es una película de terror mexicana dirigida por el uruguayo Guillermo Amoedo y protagonizada por la colombiana Vanesa Restrepo y la mexicana Gabriela de la Garza. Fue estrenada dentro de la sección oficial del L Festival Internacional de Cine Fantástico de Cataluña el 7 de octubre de 2017 y fue estrenada en los cines el 15 de junio de 2018. 

## Sinopsis
El papa ha muerto. La misma noche, tres hermanas (María, Camila y Ana) se infiltran en la villa del senador mexicano José Sánchez-Lermontov para robar el dinero obtenido de los sobornos, aprovechando la falta de sirvientes y guardias. Encontrando una caja fuerte vacía, atan al senador y a su mujer, Angélica; y comienzan a cachear la casa. En el sótano, desde donde se oye un ruido sospechoso, las criminales encuentran a Tamara, la hija paralizada del senador. Está inconsciente y atada a la cama. Parece haber sido torturada. Las ladronas deciden salvar a Tamara, llevándola con ellas, sin suponer que, compadiéndola y liberándola de los vínculos, liberarán al demonio mismo. Tamara, utilizando poderes sobrenaturales, explica el pasado de las tres hermanas marcadas por la violencia de su padre y la traición entre ellas. Ella convence a una de las hermanas de colgarse y la otra para chocar contra un camión. Antes había conducido a su hermano Diego al suicidio, porque su padre convocó al diablo a Tamara. José Sánchez-Lermontov invitó a muchos sacerdotes, pero eso no ayudó a expulsar al demonio. Invitó a un cardenal de Roma para realizar el exorcismo. José interrumpe el exorcismo, pero Angélica dispara a su marido y se dispara a sí misma. El cardenal Pedro Natal y María terminaron la ceremonia y expulsaron al demonio de Tamara. Pedro Natal es elegido papa y se muestra en televisión, pero María piensa que está poseído por el diablo. 

## Reparto
- María Evoli como Maria
- Vanesa Restrepo como Camila
- Carla Adell como Ana
- Gabriela de la Garza como Angélica
- Flavio Medina como José Sánchez-Lermontov
- Fernando Becerril 	como Cardenal Pedro Natale
- Natasha Cubria como Tamara Sánchez Lermontov
- Arnoldo Picazzo como Pare

## Estreno
Después del estreno en el Festival Internacional de Cine Fantástico de Cataluña , el 1 de febrero de 2018 fue exhibida fuera de competición en el Festival International du Film Fantastique de Gérardmer y el 8 de abril de 2018 en el Festival Internacional de Cine Fantástico de Bruselas (BIFF). Finalmente se estrenó en los cines mexicanos el 15 de junio de 2018 